# Gråvingad frankolin
Gråvingad frankolin (Scleroptila afra) är en fågel i familjen fasanfåglar inom ordningen hönsfåglar. Den förekommer i gräsmarker södra Afrika i Sydafrika och Lesotho. Beståndet anses vara livskraftigt.

## Utseende och läte
Gråvingad frankolin är en medelstor och vackert tecknad frankolin. I flykten syns rostfärgade fläckar på vingarna. Arten liknar rödvingad frankolin, miombofrankolin och oranjefrankolin, men uppvisar fläckad strupe. Lätet är en högljudd ringande serie med först stigande och sedan fallande "chow" och "keek".

## Utbredning och systematik
Gråvingad frankolin förekommer i gräsmarker i Lesotho och västra centrala Sydafrika. Den behandlas som monotypisk, det vill säga att den inte delas in i några underarter.

## Släktestillhörighet
Tidigare placerades den i släktet Francolinus. Flera genetiska studier visar dock att Francolinus är starkt parafyletiskt, där arterna i Pternistis står närmare  t.ex. vaktlar i Coturnix och snöhöns.

## Levnadssätt
Gråvingad frankolin hittas i öppna miljöer som fynbos, karroo och gräsmarker. Där ses den rätt skyggt och tillbakadraget på marken, vanligen i smågrupper.

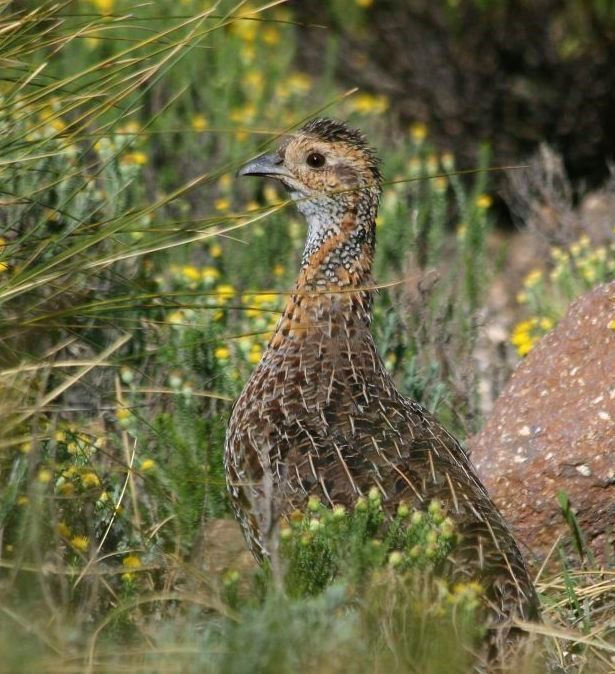

## Status
Arten har ett stort utbredningsområde och beståndet anses stabilt. Internationella naturvårdsunionen IUCN listar den därför som livskraftig (LC).